# 印第安纳评论
《印第安纳评论》是印第安纳大学布卢明顿分校的一份小型学生文学杂志。该杂志创刊于1976年，发行量约为2000份。《印第安纳评论》每两年出版一次，刊登散文、小说、平面艺术、访谈、诗歌和评论等内容。杂志的资金主要来自订阅、竞赛、拨款，部分资金来自大学支持。
《印第安纳评论》投稿人的作品曾荣获普希卡奖，并被收录于《普希卡奖选集：小型出版社最佳作品集》，此外还荣获欧·亨利奖、最佳美国短篇小说奖、最佳美国诗歌奖和最佳美国新声奖。此外，《印第安纳评论》被《作家文摘》评为美国50佳小说平台之一，并于1996年荣获美国文学杂志奖一等奖。